# Portes romaines d'Aoste
Pour un article plus général, voir Enceinte romaine d'Aoste.
 (décembre 2023).
Si vous disposez d'ouvrages ou d'articles de référence ou si vous connaissez des sites web de qualité traitant du thème abordé ici, merci de compléter l'article en donnant les références utiles à sa vérifiabilité et en les liant à la section « Notes et références ».
Les portes romaines d'Aoste sont les quatre portes principales de la ville romaine d'Augusta Prætoria Salassorum, aujourd'hui Aoste, qui présente la structure typique des villes romaines, à croix latine. 

## Localisation et description
Elles sont situées à l'extrémité des deux rues principales, les bras de la croix, appelées en latin decumanus maximus (bras long) et cardo maximus (bras court) : 

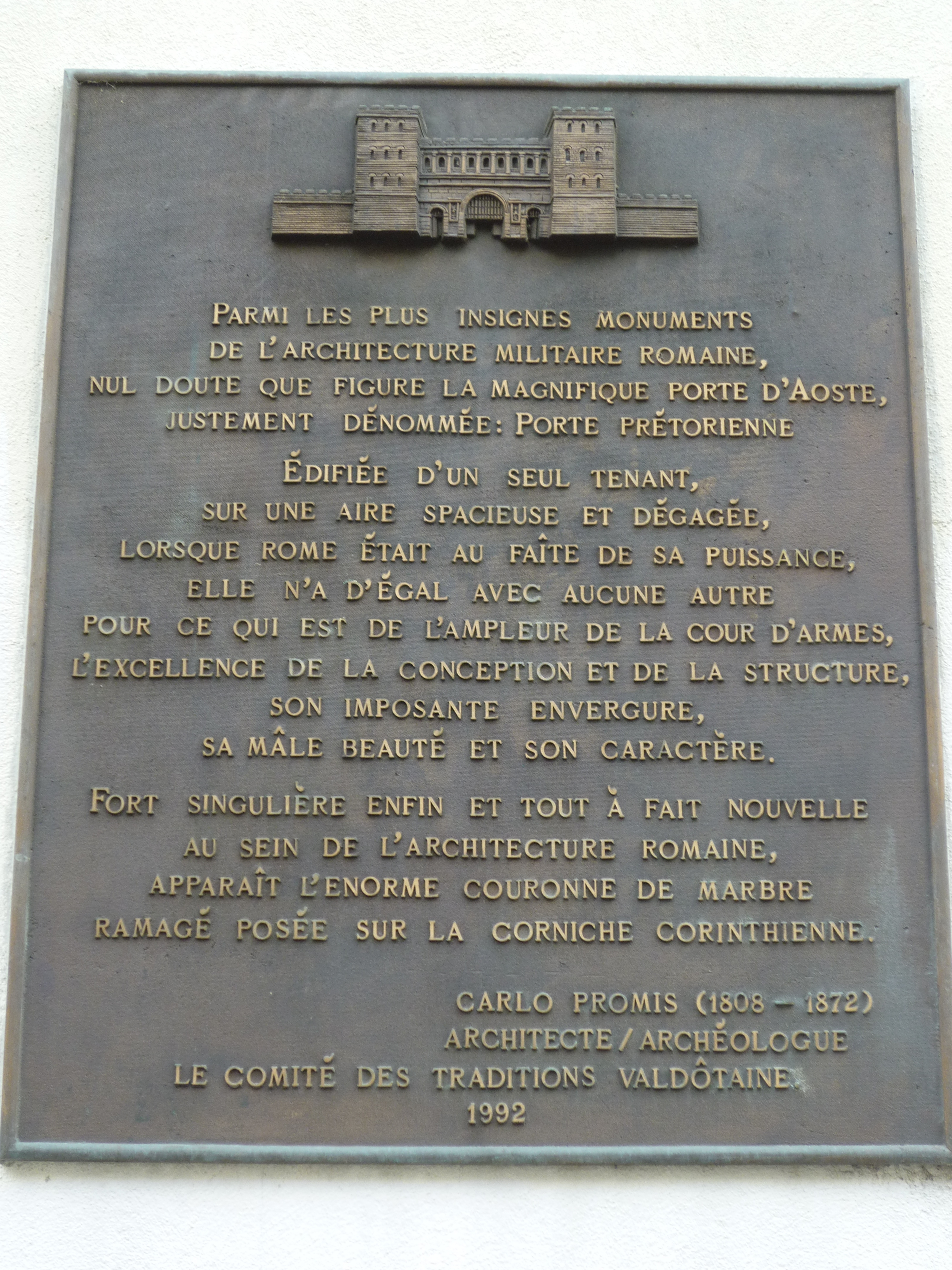
Plaque en honneur de la porte prétorienne.

La porta decumana se trouve à la limite occidentale de la ville, à la fin du decumanus maximus, en direction du Col du Petit-Saint-Bernard, appelé par les Romains Alpis Graia. Les fouilles de cette porte sont aujourd'hui visitables, au-dessous de la Bibliothèque régionale d'Aoste, et constituent un espace pour les expositions. 
La porta principalis sinistra était orientée vers le col du Grand-Saint-Bernard, appelé par les Romains Alpis Pœnina. Les vestiges sont visitables au-dessous du musée archéologique régional. 
La porta principalis dextera était la porte méridionale de l'enceinte. En 1894, fut retrouvée à cet endroit la base d'une statue de l'empereur romain Auguste érigée par les Salasses, avec une inscription : « Salassi incolae qui initio se in coloniam contulerunt »[Traduire passage]. 
La porta prætoria, appelée aujourd'hui « porte prétorienne », était la porte principale d'entrée en ville, du côté oriental, vers Rome, et la plus imposante des quatre. Bâtie en 25 av. J.-C., elle est aujourd'hui très bien conservée. Entre deux bastions reliés par une double courtine (l'une du côté extérieur, l'autre du côté intérieur) de trois arches chacune, se trouve une place d'armes. L'arc central était destiné au passage des chars, tandis que les piétons utilisaient les arches latérales. Les tours de défense ont été remaniées au cours des siècles. La chapelle au sommet de l'arc central oriental a été construite au Moyen Âge, et marque l'endroit où se trouvait un four à pain. 